# PRISM ARK
《PRISM ARK》（プリズム・アーク 〜プリズム・ハート エピソード2〜）是日本PAJAMAS SOFT在2006年8月25日發售的戰略角色扮演類型成人遊戲，是2000年發售的《PRISM HEART》的續作。前作角色的下一代為今作的主要角色。在Comic Market 71中限量發售公式通販本作的Fan disc《THERESA to HEART》（テレサとハート）。2008年1月25日發售Fan disc《LOVE2 MAXIMUM!》（プリズム・アーク らぶらぶマキシマム!）。電視動畫版於2007年10月7日開始播放。2008年4月24日發售PS2移植版《PRISM ARK -AWAKE-》。在Comic Market 73中發售Fan disc《じゃらじゃらアーク》。在Comic Market 74中發售Fan disc《lovely HELL tan》（らぶり～ヘルたん）。在Comic Market 75中發售Fan disc《SPRING has COME》(すぷりんぐ・はず・かむ)和《小神樂的冒險》（ちび神楽のぼうけん)。

## 遊戲系統
系統以對立體角色輸入指令而行動的SRPG部份以及基本劇本的ADV部份複合構成。ADV部份會因應選擇分歧的結果而影響角色的好感度，進而進入不同的結局路線。

## 故事
以溫特蘭德王國的世界為舞台而展開的故事。由故事開始至中段部份以羅澤貝爾騎士養成學校的校園生活為主。中段部份以後主要從宗教戰爭為主線的大戰發展下去。

## 登場角色
聲優分別是廣播劇CD／電視動畫·PS2版。PC版的聲優是非公開的。

### 主要角色
哈亞維（Hyaweh，聲：鈴村健一 / 柿原徹也）
總是無憂無慮的主角。雖然是主要角色但並非全語音，只有ADV中的一些部份和戰鬥部份有語音。雖然基本上是個劍士，但一般人只能擁有其中一種的攻擊魔法和回復魔法，他卻擁有能同時掌握兩種魔法的稀有天賦。似乎是個特別的存在，雖然故事中並沒有明言，但在VISUAL FAN BOOK內作出了一點補完。
依據該書所述，他似乎是與雷利赫恩同為「神」的存在。在前作中登場的與是他的義祖父母（在18年前（動畫是16年前）從天而降的男嬰的他由撫養成人）。
名字是日文耶和華的易位構詞。
普琳希亞（Priecia，聲：榊原由依 / 同左）
傲氣的公主，動畫版的女主角。雖然劍術高超，但是性格彆扭，對神樂以外的人會很急性子而刻薄。在學校中流傳著「她會不會是失蹤的溫特蘭德公主」的傳聞。
實際上並非公主，而是扮演公主的替身角色，表現出公主般的姿態行為舉止以吸引敵人的注目。實際上是奇札羅夫的女兒，本名普琳希亞・芬・羅澤貝爾。有時（興奮、混亂等的時候）會跟父親一樣說反語。她的主線故事完後，由於讓位給奇札羅夫，她亦成為了真正的公主殿下。
初期設定名字為普連希亞。
神樂（聲：生天目仁美 / 同左）
和之國的巫女，擅長治療魔法。母性本能強，性格沉默而貪吃。與平常人的神經不太一樣，但也有逗趣的一面。
當故鄉蔓延著傳染病的時候，母親讓她服下她們一族代代守護、村裡不外傳的「不老不死藥」而得到了接近不死的驚人回復力（俗稱「不死的巫女」）。而年幼的神樂即使到了村民全部往生、屍體腐化的情況，仍然無法接受殘酷的現實，直到偶然路過的破戒僧出現為止都還以為「大家仍然活著」。破戒僧將她帶到前作神彌無率領的組織當中，終於讓她接受現實。但是亦由於這個原因，失去了以前的開朗，變得沉默寡歡。神樂路線的結局裡，從不死的力量解脫後回到故鄉，供養家族與村人。
菲爾（Fel，聲：水橋香織 / 同左）
自稱「天才魔法少女」，擅長魔法攻擊。常因打噴嚏之類的原因使魔法失控引起混亂的麻煩製造者。常為了哈亞維而和菲莉亞吵架。口頭禪是。性格活潑開朗的背後，也有一段沉重的過去。
實際上過去曾被當作天使化的實驗體中，其中唯一成功逃脫的人。亦因這件事的影響而在背上留下了小翅膀。在故事中對天使有異常的恐懼感，就是由於她害怕不知何時也可能變成天使所致。在體檢等時候也穿著衣服就是為了隱藏翅膀的緣故。正在找尋實驗時代所認識的朋友，的下落。故事中她的下雪魔法，就是聽了關於雪的事，為了約定有一天要一起看雪而研究出來的。在《LOVE2 MAXIMUM!》中似乎已能依自己的意思變身成究極天使。
名字來自英語中表示「失敗」的「fail」。
壬生華鈴（聲：松井菜櫻子 / 同左）
過份認真的熱血教官。以壬生流劍術的二刀流戰鬥。父親為和之國的武士，而母親是Viella的人。是被譽為Viella王國最強的騎士團（テンペルリッター）的騎士，來學校作戰技指導（實際上只是把麻煩人物的她來用體面的形式趕走而已）。極度的路痴，連在學校內也會迷路（但本人沒有自覺）。毀滅級的不會做菜，她做的菜都會危害人體，連在遊戲的道具中也反映出來（對此本人亦無自覺）。由於劍無法砍到而非常害怕幽靈。雷利赫恩教的虔誠信徒，因為過去往事而敵視曾是好友的地獄修女。
在和之國出生長大而被視為「異人之子」受到欺負，以及在過去的事件中無法拯救孩子們，使得陷入完全相信自己的劍與雷利赫恩教的強迫觀念裡。華鈴路線中以她被這些觀念背叛後克服的過程為主軸。
地獄修女 / 特里莎（Sister Hell / Theresa，聲：淺川悠 / 同左）
常手持名為「（拉丁語中「贖罪」的意思）」的巨型十字劍的修女。身為薩布爾姆軍的傭兵而幾次在戰場中阻截主角。作為時則在的街中相遇。喜歡小孩，常送糖果給孤兒院。原本跟華鈴同是虔誠的雷利赫恩教徒而且是好友，但因某事件而捨棄了信仰。不能吃肉類食物。
與莉特同為最先知道Viella實情的人。曾在Viella的孤兒院中工作，也在那時認識華鈴，成為好友。後來因知道應該被人收養的孤兒們原來是被當成實驗品，與孤兒們一起逃跑。但在逃跑途中，受困於洞窟內，在飢餓與疲勞的命危狀況下，將不幸身故的一位小孩當作食物（因為這個緣故以後無法吃肉），同時對即使向神祈求也並不發生任何事而絕望，捨棄了信仰。最終脫險離開洞窟以後，為了復仇而投奔薩布爾姆軍。原本是優秀的治療者，但在捨棄信仰的同時也同時將治療能力封印在心底裏，結果封印的力量引起另種波動，而將治療能力轉化為肉體強化方面。在《LOVE2 MAXIMUM!》中取回了治療能力，而且可以隨意與肉體強化模式（俗稱「地獄模式」）互相轉換。
發售前的官方人氣投票中全女角色第1位，因此製作以她為主角的FAN DISC（但是沒有語音）。在《LOVE2 MAXIMUM!》發售的人氣投票中亦再次得到第1位。
全名。名字是從真實人物「德蕾莎修女」而來。
莉特（Litte，聲：古山貴實子 / 同左）
蘿莉眼鏡教師。雖擁有天才般的頭腦與知識，但無論外表和性格都很像小孩子，冒失娘屬性。被說像小孩子時會放聲大哭。擅長魔法攻擊，也可利用兩塊飄浮魔法石和投向對手作物理攻擊。
父親是天使的開發者之一，她的過去亦與天使研究有很深的關係。雖然暗地裏在手下做事，但實際上是為了將神與天使打倒並封印天使的製造技術才那麼做。幫助菲爾等實驗體逃走的人也是她。在莉特路線中，她自身將會成為最終頭目。
網絡電台節目的提問單元裡，闡明了她是眾女主角中最年長的一位。
全名是拉丁語中「有識之人」的意思。
菲莉亞（Filia，聲：桃井晴子 / 同左）
照顧主角、愛吃醋的戀兄情結妹妹。常為了哈亞維而和菲爾吵架。口頭禪是「～」。武器是拖把（學校的用品），但故事中幾乎都不參戰。
真正身份為前作主角和前作女主角的獨生女，也就是下落不明的溫特蘭德王國公主。本名。由於她的攻略路線只能在最後才能攻略、而且是唯一結局有特別待遇的，也有人認為她的角色路線才是True Ending。擁有治療魔法的才能，在菲莉亞路線後半可使用強力的回復魔法。名字是拉丁語中「公主」的意思。在《LOVE2 MAXIMUM!》中完全沒有要當公主的想法，繼續著與普琳希亞互讓權力的日子。
原作中沒有H場景，後來在FAN DISC中追加了（但是沒有語音）。
艾蒂露
羅澤貝爾騎士養成學校的代理校醫，有眾女主角中最大的胸圍。真實身分是莉特的實驗魔法石，透過莉特的毛髮而形成人形，擁有莉特母親的身姿（貧乳）和莉特的記憶，根據記憶來到羅澤貝爾騎士養成學校。
《PRISM ARK LOVE2 MAXIMUM!》新登場的女主角。
露亞（聲：無 / 門脇舞以）
被哈亞維等人救起的失憶少女。
《PRISM ARK -AWAKE-》的新角色，在《PRISM ARK LOVE2 MAXIMUM!》中有提前登場扮演推銷遊戲的路人。

### 其他角色
奇札羅夫（Kizarov，聲：岡野浩介 / 同左）

巴露蒂（Parutei）

暗黑騎士（Darkness Knight，聲：子安武人 / 速水獎）

阿庫提（Acty，聲：高橋廣樹 / 泰勇氣）

愛可（Echo，聲：無 / 大原沙耶香）
溫特蘭德國王前王妃。與前國王古斯塔夫一起養育哈亞維和菲莉亞。如果孫子與孫女哈亞維和菲莉亞叫她「奶奶」她可會生氣（是說要叫她姊姊）。

## 主題曲
プリズム・アーク ～プリズム・ハート エピソード2～
- 片頭曲（贖罪的狂想曲）[9]

作詞：港香、大野哲也　作曲/編曲：OdiakeS　歌：桃井晴子
- 片頭曲2（原罪的安魂曲）

作詞：KOTOKO　作曲/編曲：C.G mix　歌：KOTOKO
- 插入曲

作詞：畑亜貴　作曲/編曲：黒須克彦　歌：Chico
- 片尾曲「Sigh…」（嘆息）

作詞：桃井晴子　作曲/編曲：OdiakeS　歌：桃井晴子
- 片尾曲2（追憶的夜曲）

作詞：みるくくるみ　作曲：大藤史　編曲：鈴木達也　歌：中原涼
プリズム・アーク らぶらぶマキシマム！
- 片頭曲[10]

作詞：桃井晴子　作曲/編曲：OdiakeS　歌：榊原ゆい、こやまきみこ
- 片頭曲2

作詞/作曲/歌：桃井晴子
- 片頭曲3

作詞：榊原ゆい　作曲/編曲：C.G mix　歌：KOTOKO
- 片尾曲「Smile wind」

作詞：桃井晴子　作曲：OdiakeS　歌：榊原ゆい

## 工作人員
- 原畫：大野哲也
- SD原畫：娘太丸
- 劇本：亞麻矢幹
- 音樂：I've Sound／OdiakeS

## 電視動畫
從2007年10月7日到12月23日播放共12話。

### 主題曲
片頭曲（第2話 – 第11話）
作詞、作曲：志倉千代丸　編曲：磯江俊道　歌：榊原由依
第1話中作為片尾曲使用。第12話沒有片頭曲。
片尾曲（第2話 – 第12話）
作詞、作曲：志倉千代丸　編曲：磯江俊道　歌：momo-i

### 工作人員
- 原作：PajamasSoft《PRISM ARK》
- 企画：岩崎笃史、松本庆明、志仓千代丸、大野哲也
- 企画协力：STUDIO G-1NEO
- 监督：大张正己
- 系列构成：
- 作者／原案：大野哲也
- 登场人物设定、各话過場作畫：江端里沙
- 角色设定协力：细田直人、滨崎贤一
- 出品设定：中北晃二
- 动作监督：铃木藤雄
- 美术监督：井上一宏
- 美术设定：
- 色彩设定：斋藤麻記
- 特殊效果：村上宣隆（旭Production）
- 摄影监督：山田和弘（旭Production）
- 摄影协力：Line Form
- 3DCG：中岛丰、真田竹志
- 编集：西重成（AMGA）
- 影像制作：（久保田隆史、深澤美津奈）
- 编輯部：岡本昌明
- 音乐：远藤成树、三轮学
- 音乐制作人：滨田智之
- 音乐制作：5pb.
- 音响监督：鬼山俊树
- 音响效果：村上大辅（Sound Ring）
- 调整：熊仓亨（Omnibus Production）
- 音响制作担当：真山惠衣（Omnibus Production）
- 音响制作：Omnibus Production
- 录音室：
- 宣传：鹤岡信哉、长谷川朋子、藤本彻
- 宣传协力：（中嶋嘉美、小林大介）
- 制作部：小岛丈茂
- 设定制作：村上绘美
- 制片人助手：浅香敏明
- 制片人：吉沼忍、古家知加子、小柳路子、关根良树
- 动画制作人：金子逸人
- 动画制作：FRONTLINE
- 制作：Prism Ark制作委员会

### 各話列表
| 話數       | 日文副標題 | 中文副標題   | 劇本         | 分鏡            | 演出           | 作畫監督                             |
| ---------- | ---------- | ------------ | ------------ | --------------- | -------------- | ------------------------------------ |
| EPISODE-1  |            | 騎士們的戰場 | ほそのゆうじ | 大張正己        | 大張正己       | 大龍之仁 江端里沙                    |
| EPISODE-2  |            | 騎士們的學園 | ほそのゆうじ | 豊増隆寛        | 豊増隆寛       | 大籠之仁 番由紀子 野田めぐみ         |
| EPISODE-3  |            | 騎士們的目標 | 神山修一     | 安形裕篤        | 斉藤良成       | 斉藤良成                             |
| EPISODE-4  |            | 騎士們的榮譽 | 神山修一     | 吉田徹          | 吉田徹         | 実原登 古川英樹                      |
| EPISODE-5  |            | 騎士們的試煉 | 冨岡淳広     | 吉田泰三        | 吉田泰三       | 小山知洋                             |
| EPISODE-6  |            | 騎士們的假日 | 米村玲香     | 小林一三        | 福本潔         | 桂正三 大貫希                        |
| EPISODE-7  |            | 騎士們的初戰 | ほそのゆうじ | 大森英敏        | 吉田徹         | 実原登 古川英樹                      |
| EPISODE-8  |            | 徬徨的騎士們 | 米村玲香     | 大張正己        | 黒田晃一郎     | 井上善勝 YUN JUNG HEE                |
| EPISODE-9  |            | 再會的騎士們 | ほそのゆうじ | 山口頼房        | 山口頼房       | 斉藤良成 野田めぐみ 齊藤寛           |
| EPISODE-10 |            | 騎士們的劍魂 | 神山修一     | 屋幸秀          | いしはらあゆみ | 小山知洋 Choi Young Hee Jung Gee Hee |
| EPISODE-11 |            | 騎士們的圓舞 | 神山修一     | 吉田徹 大森英敏 | 吉田徹         | 実原登 古川英樹                      |
| EPISODE-12 |            | 騎士們的閃光 | ほそのゆうじ | 大籠之仁        | 大張正己       | 野田めぐみ 大籠之仁                  |

### 電視台
日本深夜動畫：下文記載的日本国内播放時間使用日本標準時間（UTC+9）表示。因為部分時間标识會採用30小时制，因此請留意这类超过24:00的时间，其實際播放時間為翌日清晨。
| 播放地區 | 電視台     | 播放期間                     | 播放時間            | 電視聯播網     |
| -------- | ---------- | ---------------------------- | ------------------- | -------------- |
| 千葉縣   | 千葉テレビ | 2007年10月7日－12月23日      | 星期日 24:30－25:00 | 獨立UHF局      |
| 神奈川縣 | tvk        | 2007年10月7日－12月23日      | 星期日 25:30－26:00 | 獨立UHF局      |
| 東京都   | TOKYO MX   | 2007年10月9日－12月25日      | 星期二 25:30－26:00 | 獨立UHF局      |
| 兵庫縣   | サンテレビ | 2007年10月10日－12月26日     | 星期三 26:10－26:40 | 獨立UHF局      |
| 愛知縣   | テレビ愛知 | 2007年10月11日－12月27日     | 星期四 25:58－26:28 | テレビ東京系列 |
| 埼玉縣   | テレビ埼玉 | 2007年10月12日－12月28日     | 星期五 25:30－26:00 | 獨立UHF局      |
| 日本全國 | AT-X       | 2007年10月15日－2008年1月3日 | 星期一 17:00－17:30 | CS放送         |

## 網路廣播
プリズムナイト
2005年8月2日到2006年2月23日的隔週星期四在遊戲官方網站中發佈12回，由榊原ゆい（プリーシア）、桃井はるこ（フィーリア）擔任主持人。
プリズムナイトII-ツヴァイ-
2006年3月17日到2007年1月15日的每月第2週星期五在遊戲官方網站中發佈11回，由榊原ゆい（プリーシア）、こやまきみこ（リッテ）擔任主持人。
プリズムナイト・プリンセス
2007年9月7日到2008年1月25日的隔週星期五在メディファクラジオ中發佈10回，由榊原ゆい（プリーシア）、こやまきみこ（リッテ）擔任主持人。
プリズムナイトIII-ドライ-
2008年2月29日到8月1日的隔週星期五在遊戲官方網站中發佈共6回，由榊原ゆい（プリーシア）、こやまきみこ（リッテ）擔任主持人。
プリズムアウェイク
2008年1月3日到3月27日毎週星期四26:00～27:00在文化放送的「白石涼子の聞かなきゃ☆そん♪Song！」節目中播放12回，由桃井はるこ（フィーリア）、村田あゆみ擔任主持人。

## 相關商品

### 漫畫
- PRISM ARK 邁向騎士之路（プリズム・アーク）

作畫：FBC　文庫：MFコミックス アライブシリーズ
| 卷數 | MEDIA FACTORY  | MEDIA FACTORY       | 尖端出版社     | 尖端出版社         |
| 卷數 | 發售日         | ISBN                | 發售日         | ISBN               |
| ---- | -------------- | ------------------- | -------------- | ------------------ |
| 1    | 2007年12月22日 | ISBN 978-4840119795 | 2008年12月18日 | ISBN 4717702220525 |
| 2    | 2008年7月23日  | ISBN 978-4840122498 | 2009年4月10日  | ISBN 4717702225179 |
| 3    | 2009年1月23日  | ISBN 978-4840125192 | 2010年3月19日  | ISBN 4717702229566 |

### CD
- PRISM ARK スペシャルサウンドパッケージ RED

發行：HOBiRECORDS　發售日：2005年8月26日
- PRISM ARK スペシャルサウンドパッケージ ORANGE

發行：HOBiRECORDS　發售日：2005年9月30日
- PRISM ARK スペシャルサウンドパッケージ YELLOW

發行：HOBiRECORDS　發售日：2005年10月28日
- PRISM ARK スペシャルサウンドパッケージ GREEN

發行：HOBiRECORDS　發售日：2006年2月10日
- PRISM ARK スペシャルサウンドパッケージ BLUE

發行：HOBiRECORDS　發售日：2006年9月29日
- PRISM ARK Original Soundtracks

發行：PAJAMAS SOFT　發售日：2007年3月2日
- PRISM ARK Vocal Collection

發行：PAJAMAS SOFT　發售日：2007年3月2日
- PRISM ARK Vocal Collection 2

發行：PAJAMAS SOFT　發售日：2008年9月26日
- PRISM ARK れいんぼ～☆ドラマCD 校長の試練場

發行：HOBiRECORDS　發售日：2007年8月24日
- PRISM ARK れいんぼ～☆ドラマCD 2 プリズム学芸会スペシャル

發行：HOBiRECORDS　發售日：2008年2月15日
- PRISM ARK れいんぼ～☆ドラマCD 3 超魔法合神プリズマックス・アーク

發行：HOBiRECORDS　發售日：2008年9月26日
- PRISM ARK PRIVATE SONG Vol.1 プリーシア

發行：MEDIA FACTORY　發售日：2007年11月7日
- PRISM ARK PRIVATE SONG Vol.2 神楽

發行：MEDIA FACTORY　發售日：2007年11月7日
- PRISM ARK PRIVATE SONG Vol.3 フェル

發行：MEDIA FACTORY　發售日：2007年11月28日
- PRISM ARK PRIVATE SONG Vol.4 華鈴

發行：MEDIA FACTORY　發售日：2007年11月28日
- PRISM ARK PRIVATE SONG Vol.5 シスター・ヘル

發行：MEDIA FACTORY　發售日：2007年12月5日
- PRISM ARK PRIVATE SONG Vol.6 リッテ

發行：MEDIA FACTORY　發售日：2007年12月5日
- PRISM ARK PRIVATE SONG Vol.7 フィーリア

發行：MEDIA FACTORY　發售日：2007年12月21日
- PRISM ARK PRIVATE SONG Vol.8 ブリジット

發行：MEDIA FACTORY　發售日：2007年12月21日
- PRISM ARK PRIVATE SONG COLLECTION

發行：MEDIA FACTORY　發售日：2008年5月28日
- PRISM ARK ドラマCD「シスター・ヘル プリズム変化」

發行：MEDIA FACTORY　發售日：2008年1月25日
- PRISM ARK Original Soundtracks With PRISMNIGHT PRINCESS

發行：MEDIA FACTORY　發售日：2008年2月27日
- プリズム・ナイトIII

發行：PAJAMAS SOFT　發售日：2008年9月26日

### 書籍
- プリズム・アーク ビジュアルファンブック

出版社：新紀元社　發售日：2008年7月31日　ISBN 978-4-7753-0646-8

## 評價
PRISM ARK在《2006年萌えゲーアワード》中獲得繪畫獎、最佳角色獎、廣告獎。《ファミ通》1011號的クロスレビュー對《PRISM ARK -AWAKE-》給予24/40分。

## 外部連結
- PAJAMAS SOFT（页面存档备份，存于）（日語）
- PRISM ARK官方網站（页面存档备份，存于）PAJAMAS SOFT（日語）
- プリズム・アーク らぶらぶマキシマム!官方網站（页面存档备份，存于）PAJAMAS SOFT（日語）
- Prism Ark -AWAKE-官方網站（页面存档备份，存于）5pb.（日語）
- 動畫官方網站（页面存档备份，存于）（日語）
- 動畫官方網站（页面存档备份，存于）東京都會電視台（日語）
- 動畫官方網站（页面存档备份，存于）MEDIA FACTORY（日語）
- 動畫官方網站（页面存档备份，存于）MMV（日語）
- プリズム・ナイト（页面存档备份，存于）PAJAMAS SOFT（日語）
- プリズム・ナイトII（页面存档备份，存于）PAJAMAS SOFT（日語）
- プリズム・ナイトIII（页面存档备份，存于）PAJAMAS SOFT（日語）